# Osaby naturreservat
Osaby är ett naturreservat invid gården Osaby i Tävelsås socken i Växjö kommun i Småland (Kronobergs län).

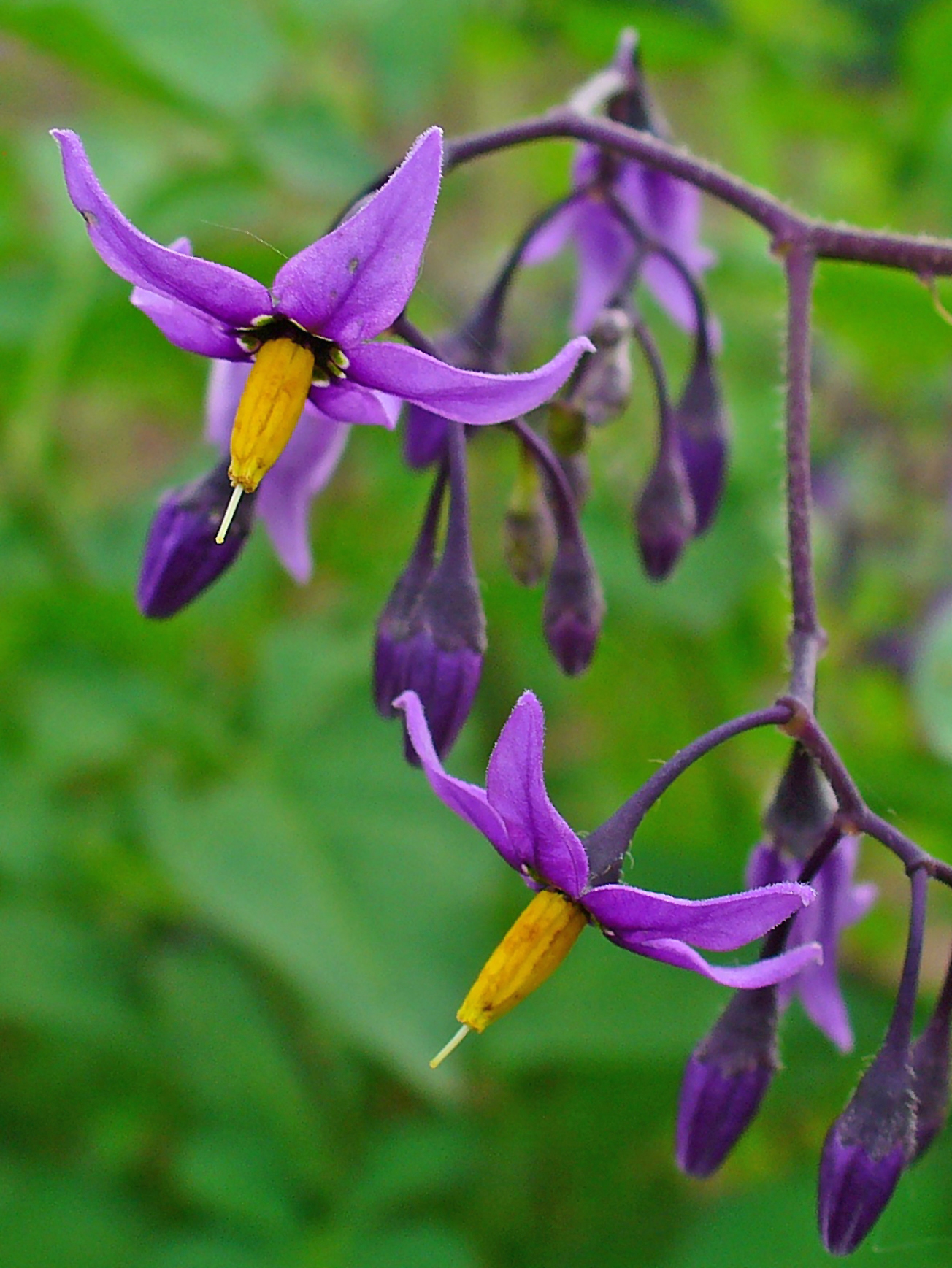
Besksöta i blom

Området är skyddat sedan 1994 och omfattar 130 hektar som består av odlingslandskap, hag- och slåttermark, löv- och barrskog, fågelområde, strandzoner mot Vederslövssjön. Det är beläget 12 km söder om Växjö. Den mindre Barnsjön ingår i sin helhet i reservatet.

## Referenser

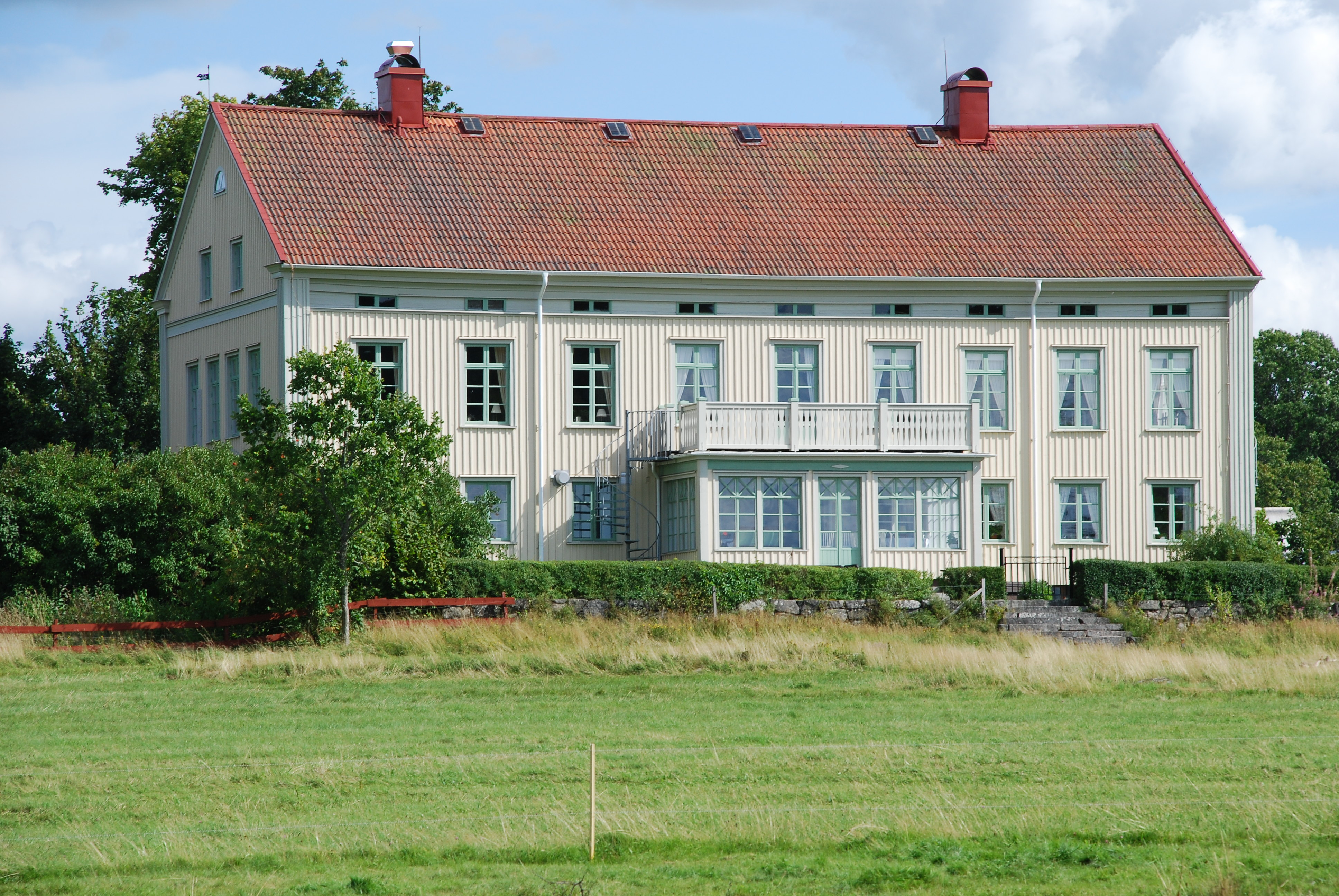
Herrgården Osaby från sjösidan